# William Trubridge

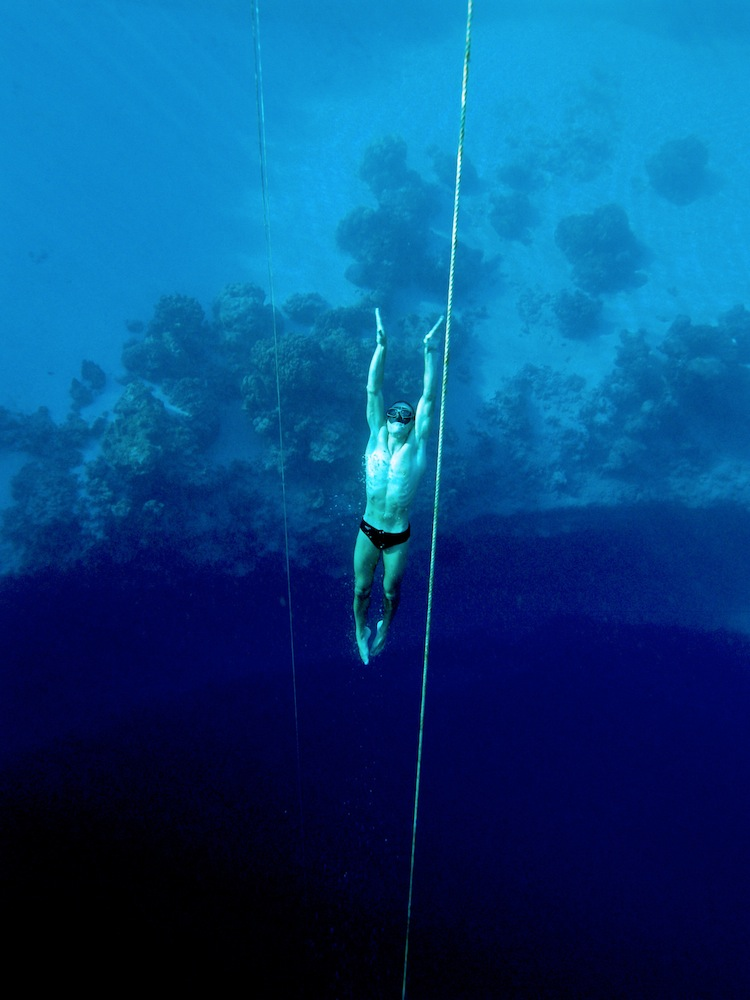
William Trubridge

William Trubridge és un submarinista nascut a Nova Zelanda el 1980.
Disposa de 2 records del món en immersió lliure (sense bombones d'oxigen) i sense l'ajuda d'elements de propulsió:
- 121 metres sense aletes (10 d'abril del 2011)
- 101 metres sense aletes i sense ajudar-se de la corda (16 de desembre del 2010).